# Valaresso
I Valaresso (talvolta anche Vallaresso) furono una famiglia patrizia veneziana, annoverata fra le cosiddette Case Nuove.

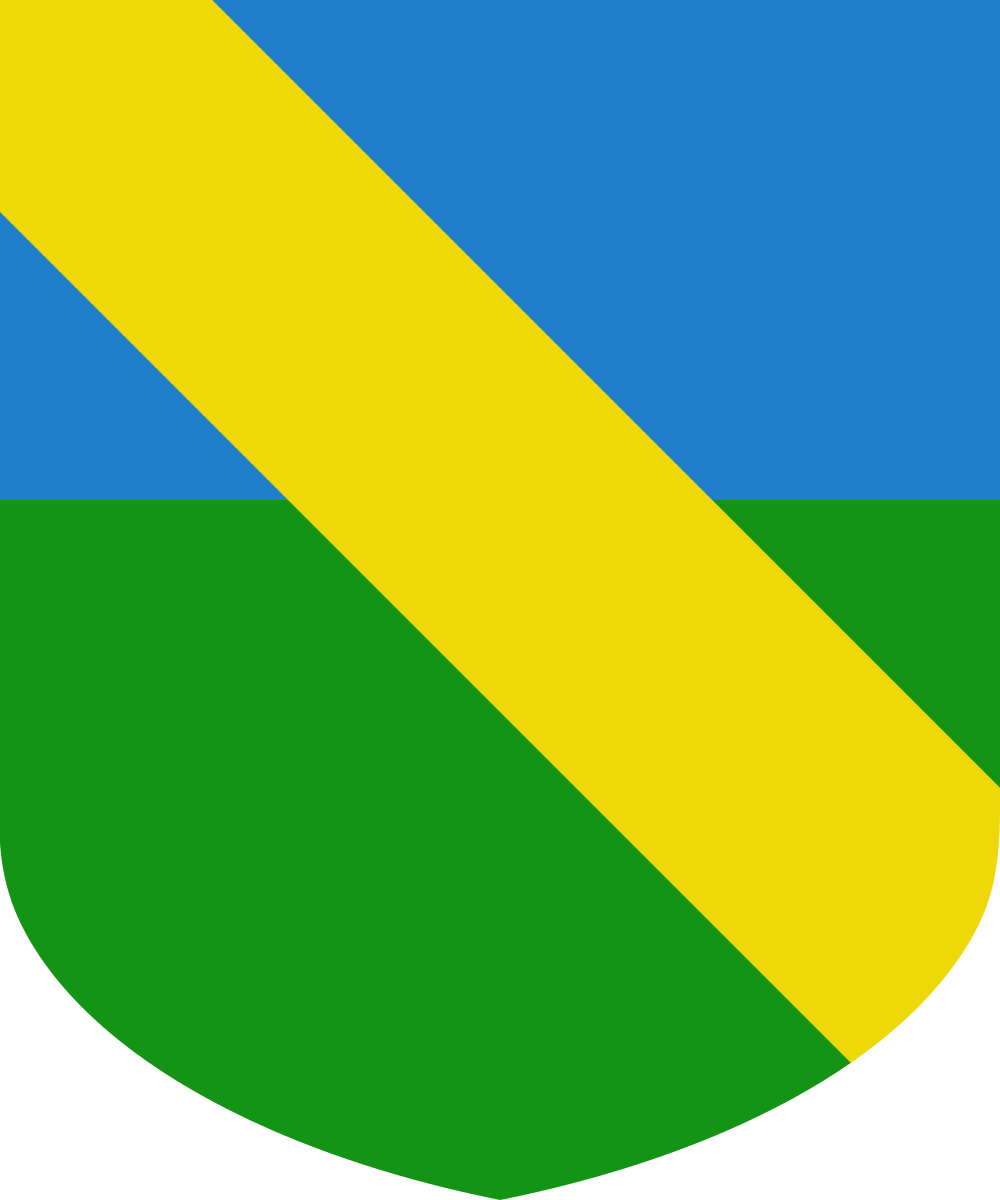
Stemma Vallaresso

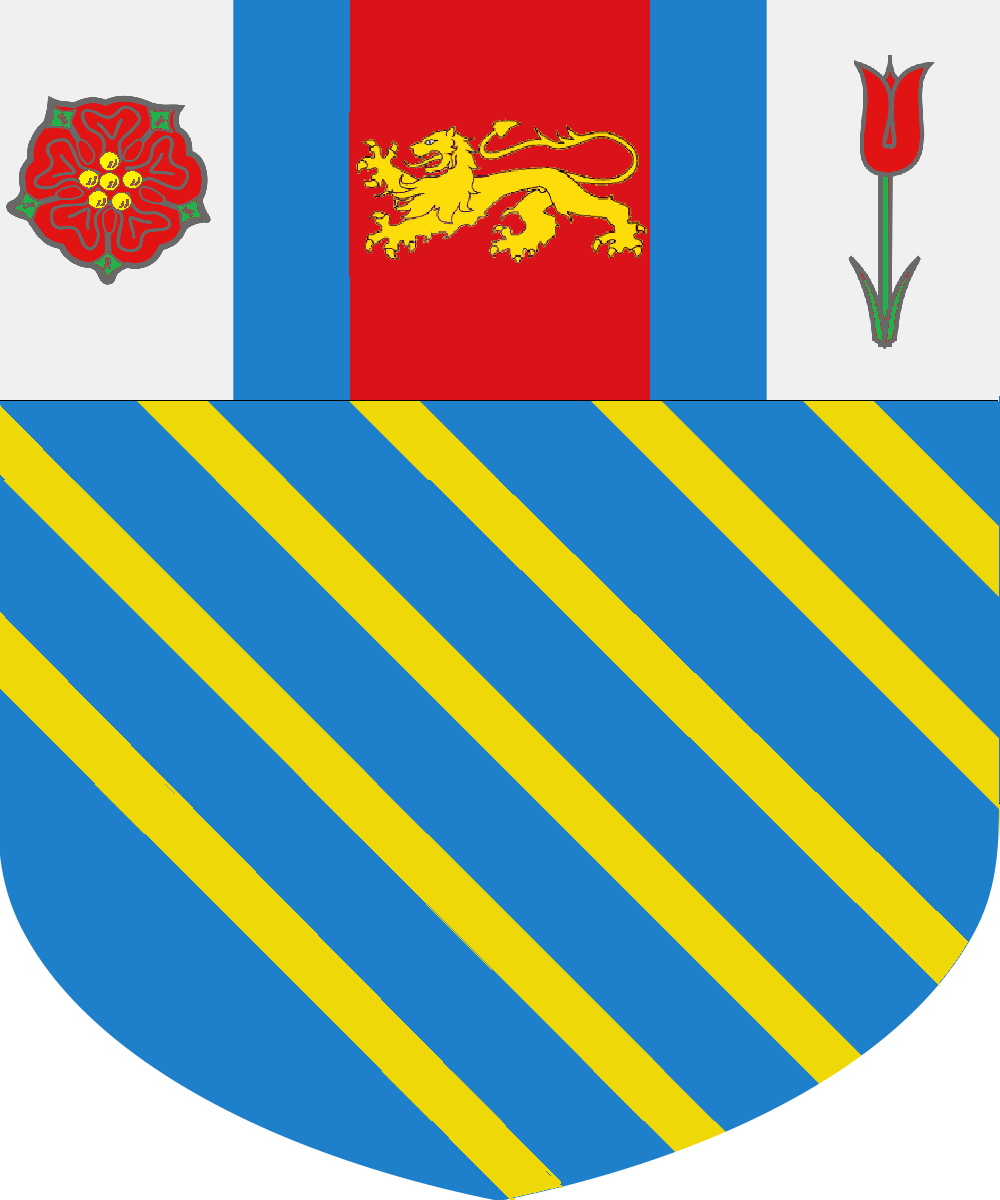
Stemma Vallaresso

## Storia
Sono discordi le fonti sull'origine di questo casato; l'opinione più accreditata farebbe discendere i Valaresso da un'antica famiglia del patriziato romano, stabilitasi a Salona al seguito dell'imperatore romano Diocleziano. Da lì, si sarebbe spostata in laguna al tempo della fondazione di Venezia, fuggendo dall'invasione gota della Dalmazia (fine IV-inizi V secolo).
Occuparono cariche di rilievo in ambito ecclesiastico e civile sia prima sia dopo la serrata del Maggior Consiglio (1297), al tempo della quale furono dichiarati membri del patriziato veneziano. Nel XIII secolo, si ricorda un Valareso Valaresso che, secondo la leggenda, avrebbe portato a Venezia da Costantinopoli le spoglie di sant'Anastasia di Sirmio. Vari esponenti di questa famiglia occuparono, nel XV secolo, importanti sedi vescovili dell'Istria e della Dalmazia venete.
Alla caduta della Serenissima, il governo imperiale austriaco concesse il riconoscimento della nobiltà alla famiglia Valaresso con Sovrana Risoluzione del 22 novembre 1817.

## Luoghi e architetture
- Arco Valaresso, a Padova;
- Palazzo Valaresso Erizzo, a San Marco.